# قائمة الزلازل في أذربيجان
هذه قائمة الزلازل في أذربيجان ، وهي تحوي الزلازل الرئيسية التي أثرت على المناطق الواقعة داخل الحدود الحالية لأذربيجان .
| التاريخ        | الوقت      | المكان                         | دائرة عرض | خط طول | وفيات           | القوة   | ملاحظات | مصدر        |
| -------------- | ---------- | ------------------------------ | --------- | ------ | --------------- | ------- | --- | ----------- |
| 427            |            | كنجه                           | 40.5      | 46.5   |                 | 6.7     | يتوفر القليل من المعلومات حول هذا الحدث، باستثناء أن الضرر كان شديدًا.                                                                      | [ 1 ]       |
| 906            |            | قيوراق                         | 39.78     | 44.88  |                 | 6.2     | | [ 2 ]       |
| 30 سبتمبر 1139 | ليلا       | كنجه                           | 40.40     | 46.23  |                 | 6.3     | | [ 3 ]       |
| 25 نوفمبر 1667 |            | شماخى أنظر زلزال شاماخي 1667   | 40.60     | 48.60  | 80,000          | 6.9     | استمرت الزلازل لمدة ثلاثة أشهر، ودمرت جميع أنواع المباني، الأضرار التي لحقت بالطرق كانت شديدة لدرجة أنه كان لا بد من تغير مسار القوافل     | [ 1 ]       |
| 4 يناير 1669   |            | شماخى                          | 40.60     | 48.60  | 7,000           | 5.7     | | [ 1 ]       |
| 9 أغسطس 1828   | 16:00      | شماخى                          | 40.70     | 48.40  |                 | 5.7     | | [ 1 ]       |
| 2 يناير 1842   | 22:00      | باكو، مشتاغي                   | 40.5      | 50.0   |                 | 4.3–5.0 | أقصى شدة ملحوظة VIII (شديد) على مقياس ميركالي المعدل، ولكن لا توجد تفاصيل عن الأضرار أو معلومات حول الإصابات.                              | [ 4 ]       |
| 11 يونيو 1859  | 13:00      | شماخى أنظر زلزال شاماخي 1859 ‏  | 40.70     | 48.50  | 100             | 5.9     | | [ 1 ]       |
| 13 فبراير 1902 | 09:39:30   | شماخى                          | 40.70     | 48.60  | 86              | 6.9     | | [ 1 ]       |
| 27 أبريل 1931  | 16:50:45   | زانجور أنظر زلزال زانجور 1931 ‏ | 39.40     | 46.00  | 390–2,890       | 6.4     | | [ 5 ]       |
| 4 يونيو 1999   | 09:12:50   | آقداش، اوكار، آجلي، أغداش ‏     | 40.80     | 47.45  | 1               | 5.4     | | [ 1 ]       |
| 25 نوفمبر 2000 | 18:09:11.4 | باكو أنظر زلزال باكو 2000      | 40.25     | 49.95  | 31              | 6.8     | | [ 1 ]       |
| 7 مايو 2012    | 9:40       | زكلة رايون                     | 41.54     | 46.77  | 15 إصابة        | 5.6     | ألحق الزلزال أضرارًا بالغة بـ 20 مبنا سكنيا، وانهارت (جزئيًا) قاعة رياضية في مدرسة وأصيب 15 شخص. شعر السكان في روسيا وجورجيا القريبة بالهزة. | [ 6 ]       |
| 5 يونيو 2018   | 18:40:30   | زكلة رايون                     | 41.53     | 46.79  | وفاة و 31 إصابة | 5.4     | تضررت المنازل وتعطلت المرافق. توفي شخص واحد بنوبة قلبية وأصيب 31 آخرون.                                                                    | [ 7 ] [ 8 ] |